# Claudio Lippi
Claudio Lippi (Milano, 3 giugno 1945) è un cantante, produttore discografico e conduttore televisivo italiano.

## Biografia

### Esordi
Esordisce come cantante nei primi anni sessanta, prima come solista e poi col gruppo I crociati; in questo periodo incide per la Bluebell alcuni 45 giri; nel 1964 partecipa al Festival delle Rose con Addio amore e, nel 1966, ottiene il primo successo discografico con Per ognuno c'è qualcuno (versione italiana del successo di Dean Martin Everybody loves somebody); segue nel 1967 Sì Maria, presentato alla Mostra internazionale di musica leggera di Venezia, classificato in seconda posizione tra le Nuove proposte. Partecipa poi a tournée teatrali con Memo Remigi e compare come ospite in alcune trasmissioni televisive di Mike Bongiorno (nel 1963 in La fiera dei sogni) e Pippo Baudo (Settevoci), sempre in veste di cantante o di ospite brillante.
Poi partecipa come concorrente a Un disco per l'estate 1968. Nel 1968 vive una breve avventura imprenditoriale, con la creazione dell'etichetta discografica Disco Azzurro insieme al fratello Franco Lippi; fonda quindi il gruppo musicale La pattuglia azzurra, di cui fa parte anche Massimo Boldi e con cui pubblica Mezza gazzosa e Ascoltami.

### Anni settanta
Nel 1972, esordisce in radio conducendo alcune trasmissioni per la Rai, tra cui Musica In, e, sempre lo stesso anno, esordisce come conduttore televisivo in programmi per ragazzi (Aria aperta - che andava in onda il sabato pomeriggio e aveva come protagonisti ragazzi dai 14 ai 18 anni - e Giocagiò), poi nel varietà Tanto piacere, Rivediamoli insieme, Per una sera d'estate e Mille e una luce, ed è il protagonista maschile nella trasposizione televisiva dell'operetta No, no, Nanette insieme ad Elisabetta Viviani.
Nel 1975, compare nel musicarello Piange... il telefono. Lo stesso anno, lavora come doppiatore alla serie televisiva di animazione Barbapapà, dando la voce a tutti i personaggi maschili; assieme a Roberto Vecchioni e Orietta Berti, canta anche la sigla di apertura: Ecco arrivare i Barbapapà. Nel 1978, lavora per TeleMilano, la futura Canale 5, in un one-man show, tagliato su misura per lui dallo stesso Silvio Berlusconi, Lo Sprolippio.

### Anni ottanta e novanta
Nel 1980, RaiUno trasmette il primo quiz in fascia preserale, Sette e mezzo, condotto da Raimondo Vianello per la prima metà e da Lippi per la seconda; nella prima puntata da lui condotta, il concorrente Claudio Minerba di Civitavecchia stabilisce il record assoluto di vincita in una puntata nella storia del quiz. Nel 1984, lascia la Rai per passare a Fininvest, realizzando i quiz Tuttinfamiglia (1984) e Il buon paese (1985). 
Tra il 1988 e il 1990 fa un breve ritorno a Rai Uno per condurre la nuova edizione di Giochi senza frontiere , lo show del mattino Ci Vediamo e il varietà Buona Fortuna in onda dal Teatro delle Vittorie nel preserale del sabato. Il 1º ottobre 1990, con l'abbandono di Corrado, viene da lui scelto per presentare il quiz del mezzogiorno di Canale 5, Il pranzo è servito: già nel 1985 Lippi era stato chiamato da Corrado per una breve sostituzione a Buona Domenica.

Lippi alla conduzione de Il pranzo è servito nel 1992

Nel 1991, sempre su Canale 5, presenta la terza edizione di Bellezze al bagno e nel 1992 anche Bellezze sulla neve. Nel 1992 al Pranzo arriva una nuova valletta, Luana Ravegnini, con cui Lippi avrà una lunga relazione. Nella primavera del 1992, la direzione decide di prolungare la trasmissione per tutto il periodo estivo: Lippi è provato e ha problemi di salute, per cui rimane vittima di uno svenimento in studio. Nel 1993 è alla guida di un quiz, ideato da Corrado, estrapolato da La corrida, intitolato Sì o no?. Dopo un periodo di crisi personale (con un divorzio) e la rottura con i vertici Mediaset, lavora per Telemontecarlo, realizzando Casa! Cosa? insieme alla Ravegnini.
Nel 1996 si propone quasi casualmente per il ruolo di conduttore di Mai dire gol con la Gialappa's Band, programma di punta di Italia 1. Lippi deve la sua presenza a Mai dire Gol a un litigio tra Teo Teocoli e la Gialappa's: in seguito alla defezione dello showman, il trio è costretto a trovare un rimpiazzo e recluta Lippi che viene mandato in onda improvvisando. Il fare goffo (non del tutto involontario) lo rende un bersaglio perfetto sia per il trio comico sia per la verve di Simona Ventura e rimane al programma per diversi anni con buon successo. Nel 1998 ha un ruolo minore in Paparazzi, film di Natale della coppia Massimo Boldi-Christian De Sica per la regia di Neri Parenti, e nello stesso anno conduce per un breve periodo Striscia la notizia a fianco di Ezio Greggio, in sostituzione di Enzo Iacchetti impegnato sul set di Tifosi.
Nel 1999 ha condotto su canale 5 il quiz storico passaparola al posto di Gerry Scotti per un solo anno, quando Gerry ebbe un impegno con la conduzione di Striscia la Notizia

### Anni 2000
In seguito, partecipa alla Buona Domenica di Maurizio Costanzo e di Lorella Cuccarini, senza però prendere parte alla stagione 2002/2003 e collabora ad altre produzioni, come Simpaticissima, 6 del mestiere?!, Strada facendo e Canale 5 story. Lavora con Michelle Hunziker al varietà Tacchi a spillo. Nel 2002 è impegnato con La sai l'ultima?, show di prima serata insieme a Natalia Estrada, programma a cui entrambi torneranno nel 2004. Nel 2003, durante una crisi con Mediaset, ritorna su Rai 2, dove conduce Eureka, e partecipa a Domenica in, lo storico programma concorrente di Buona Domenica; la collaborazione sarà tuttavia breve e Lippi tornerà alla tv commerciale.
Il 28 ottobre 2006 annuncia di lasciare la conduzione di Buona Domenica, dopo sole 5 puntate, per divergenze con gli autori, in particolare il capoprogetto Cesare Lanza, e i vertici Mediaset. Lippi ha spiegato, infatti, di non condividere il nuovo corso del programma, condotto da Paola Perego, troppo dedito alla volgarità e al trash, come specificato dal conduttore milanese. Da qui in poi la sua carriera nel mondo televisivo riceve un grosso arresto, limitandosi a piccole apparizioni come ospite. Il 12 luglio 2008 riceve il "Grand Prix Corallo città di Alghero", nel corso del Gran Galà dello Sport e della Tv 2008. Un anno dopo il periodo di inattività televisiva, dal marzo 2009, conduce Dahlia in campo su Dahlia TV, e dal settembre 2010 è presenza fissa nei programmi Rai Uno La prova del cuoco e Se... a casa di Paola.

### Anni 2010
Il 30 dicembre 2010 torna in tv con il game show I love Italy su Rai 2. Nel luglio 2011 conduce su Rai International il Gran Galà del Made in Italy l'oscar alle eccellenze italiane scritto e prodotto da Nicola Paparusso e Gian Carlo Nicotra che ne curò anche la regia.
L'8 aprile 2012 esce su iTunes il nuovo album Volare è meraviglioso, pubblicato da Sifare Edizioni Musicali, arrangiato e prodotto da Francesco Digilio, un omaggio a Domenico Modugno. Dal 2012 al 2015 fa parte della giuria del programma musicale in prima serata Tale e quale show su Rai 1. Nella settima edizione del programma (2017) entra a far parte del cast come concorrente. Nel maggio 2012 conduce, con Elisa Isoardi, il nuovo varietà di Rai 1 Punto su di te!. Dall'autunno 2012 Lippi co-conduce con Antonella Clerici ogni sabato La prova del cuoco in onda su Rai 1.
Il 2 giugno 2015 è il conduttore, insieme ad Amadeus, Pupo e Max Giusti della Partita del cuore su Rai 1. Dal 2011 conduce il Grand Prix Corallo Città di Alghero con il giornalista Nicola Nieddu. Nella stagione 2017-2018, è nel cast dell'edizione di Domenica in, con Cristina e Benedetta Parodi. Questa esperienza non fu, a suo dire, positiva.
Dal 9 settembre 2019 al 26 giugno 2020 ha condotto insieme a Elisa Isoardi La prova del cuoco.

## Filmografia

### Cinema
- Piange... il telefono, regia di Lucio De Caro (1975)
- Paparazzi, regia di Neri Parenti (1998)
- Il bacio azzurro, regia di Pino Tordiglione (2015)

### Doppiaggio
- Le avventure di Barbapapà (1973, serie televisiva: Barbapapà)
- Il settimo fratellino (1995, film d'animazione: il Gufo)

## Programmi TV
- Festival Nazionale delle Rose (Secondo Programma, 1964, 1966) - cantante in gara
- Un disco per l'estate (Secondo Programma, 1965-1966) - cantante in gara
- Settevoci (Secondo Programma, 1966, 1968) - cantante in gara
- Aria aperta (Programma Nazionale, 1972-1974)
- Incontro con Angelica (Programma Nazionale, 1972)
- Quindici minuti con...Elsa Quarta (Programma Nazionale, 1972)
- Gira e Gioca (Programma Nazionale, 1972-1973)
- Da Natale all'Anno nuovo (Programma Nazionale, 1973-1974)
- Giocagiò (Programma Nazionale, 1974)
- Tanto piacere (Programma Nazionale, 1974-1975)
- Rivediamoli insieme (Programma Nazionale, 1975)
- Stasera è di scena: Gloria Gaynor (Secondo Programma, 1975)
- Bentornato Carosone (Programma Nazionale, 1975)
- Punto d'incontro (Secondo Programma, 1975)
- Giochi sotto l'albero (Rete 1, 1976, 1979-1981; Rai 1, 1989-1990)
- Per una sera d'estate (Rete 1, 1976)
- Cordialmente dall'Italia (Rete 1, 1977)
- Solo per oggi (Rete 1, 1977)
- Mille e una luce (Rete 1, 1978)
- Mille Maglie Show (VideoComo, e varie emittenti locali, 1978)
- Giulietta e Romeo (Telemilano 58, 1978)
- Un bel giorno c'incontrammo (Telemilano 58, 1978)
- Lo Sprolippio (Telemilano 58, 1978)
- Gran Bazaar (varie emittenti locali, 1979)
- Questa pazza pazza neve (Rete 1, 1979-1981)
- Sette e mezzo (Rete 1, 1980)
- Sempre con... (Telesiciliacolor - Rete 8, 1980)
- Free Show Estate (Rete 3, 1981)
- È fortissimo (Telecity, 1982)
- Una canzone per l'estate '83 (Rai 1, 1983)
- XIX Mostra internazionale di Musica Leggera (Rai 1, 1983)
- Tv1 Estate 1984 (Rai 1, 1984)
- Tuttinfamiglia (Canale 5, 1984-1987)
- Il buon paese (Canale 5, 1985; Rete 4, 1985-1986)
- Buona Domenica (Canale 5, 1985, 1995-2002, 2004-2006)
- Marmi (Rai 3, 1986, 1988)
- Sotto l'albero (Rai 1, 1987)
- Carnevale (Rai 1, 1988)
- 31º Festival di Castrocaro (Rai 1, 1988) (2016, come Giurato)
- Giochi senza frontiere (Rai 1, 1988-1990)
- Atleta d'Oro (Rai 1, 1989)
- In bocca al lupo Italia! (Rai 1, 1989)
- Aspettando Sanremo (Rai 1, 1989)
- Microfono d'argento '89 (Rai 1, 1989)
- Gran Galà Prix Italia '89 (Rai 1, 1989)
- Ci vediamo alle 10 (Rai 1, 1989-1990)
- Buona fortuna (Rai 1, 1989)
- Buon compleanno Canale 5 (Canale 5, 1990-1991)
- Il pranzo è servito (Canale 5, 1990-1992)
- I tre moschettieri (Canale 5, 1991) - narratore
- Holiday on Ice (Canale 5, 1991, 1993)
- Bellezze al bagno (Canale 5, 1991)
- Bellezze sulla neve (Canale 5, 1991-1992)
- Festival Internazionale del Clown (Canale 5, 1992)
- Il Grande circo della Risata (Canale 5, 1992)
- Vecchia Fiamma (Rete 4, 1993)
- Sì o no (Canale 5, 1993-1994)
- Trenta ore per la vita (Reti Mediaset, 1994)
- Casa: cosa? (Telemontecarlo, 1994-1995)
- 1º Festival degli autori (Cinquestelle, 1995)
- Canzoni sotto l'albero (Canale 5, 1995) - inviato
- Musica in festa (Telemontecarlo, 1995)
- Mai dire gol (Italia 1, 1995-1997)
- La notte dei Teleratti (Rai 3, 1996)
- Campioni di ballo (Rete 4, 1996)
- Festival Italia in musica (Telemontecarlo, 1996)
- Simpaticissima (Rete 4, 1996)
- Oggi Sposi (Canale 5, 1997)
- 6 del mestiere?! (Canale 5, 1997)
- Striscia la notizia (Canale 5, 1998)
- Strada facendo (Canale 5, 1998)
- Passaparola (Canale 5, 1999)
- Tacchi a spillo (Italia 1, 2001)
- La sai l'ultima? (Canale 5, 2002)
- Miss Muretto 2003 (Italia 1, 2003)
- Eureka (Rai 2, 2003)
- Domenica in (Rai 1, 2003-2004, 2017-2018)
- La sai l'ultima? - Vip (Canale 5, 2004)
- Buonanotte ai suonatori (Canale 5 Plus, 2005)
- È chiaro? (T9, 2007-2008)
- Dahlia in campo (Dahlia TV, 2009)
- I Love Italy (Rai 2, 2010)
- La prova del cuoco (Rai 1, 2011-2013, 2019-2020)
- 2ª Gran Galà del Made in Italy (Rai 1, 2011)
- Punto su di te! (Rai 1, 2012)
- Tale e quale show (Rai 1, 2012-2015, 2017) - Giurato (2012-2015), concorrente (2017)
- La canzone di noi (TV2000, 2014) - Giurato
- La partita del cuore (Rai 1, 2015)
- Domenica Live (Canale 5, 2015)
- Techetechete' (Rai 1, 2015) Puntata 1
- Meglio tardi che mai (Rai 2, 2017)
- La tua voce (Canale Italia, 2019)

## Prosa televisiva RAI
- No, No, Nanette, di Irving Caesar e Otto Harbach, regia di Vito Molinari; trasmessa in due parti il 28 dicembre 1974 e il 4 gennaio 1975.

## Radio
- Nuove leve alla ribalta (Canale Nazionale, 1965) - cantante in gara
- Indianapolis (Canale Nazionale, 1970)
- Musica In (Canale Nazionale, 1974-1975)
- Recital di... (Canale Nazionale, 1976-1977)
- Kursaaal tra noi (Rai RadioUno, 1976)
- Subito Quiz (Rai RadioDue, 1982-1983)
- Due di pomeriggio (Rai RadioDue, 1984)
- DiscoGame (Rai RadioDue, 1984-1985)
- Via Asiago Tenda (Rai RadioUno, 1988-1989)

## Discografia

### Album in studio
- 2012 – Volare è meraviglioso

### Raccolte
- 1996 – Viva viva Claudio Lippi!

### Singoli
- 1964 – Addio amore/Cosa importa[35]
- 1964 – Cosa importa/Tu non sai
- 1965 – Come mai, come mai/Se vedrai
- 1965 – Per ognuno c'è qualcuno/Viva viva!
- 1966 – La ragazza che mi va/Se tu vuoi
- 1966 – Gira le spalle al mondo/La lettera
- 1967 – Maria Maria/Il nostro giorno
- 1967 – Si Maria/Suonano le chitarre
- 1967 – Una testa dura/Gira le spalle al mondo
- 1968 – 1/2 gazzosa/Ascolta
- 1969 – Supersabato/Scusa
- 1973 – Tutti intorno al mondo/Cala che vendi
- 1974 – Tanto piacere/Sol
- 1976 – Ci sarebbe una ragazza/Una certa Marisa
- 1978 – Adesso, adesso/Perché tu mi conosca
- 1979 – Ecco arrivare i Barbapapà/Il paese di Barbapapà/L'opera delle rane (con Orietta Berti)
- 1989 – E dai che ce la fai/Una cravatta in più